# Кілгор (Техас)
Кілгор (англ. Kilgore) — місто (англ. city) в США, в округах Грегг і Раск штату Техас. Населення — 13 376 осіб (2020).

## Географія
Кілгор розташований за координатами 32°23′52″ пн. ш. 94°51′35″ зх. д. / 32.39778° пн. ш. 94.85972° зх. д. (32.397809, -94.859589).  За даними Бюро перепису населення США в 2010 році місто мало площу 40,70 км², з яких 40,62 км² — суходіл та 0,09 км² — водойми. В 2017 році площа становила 48,17 км², з яких 48,08 км² — суходіл та 0,09 км² — водойми.

## Демографія
Згідно з переписом 2010 року, у місті мешкало 12 975 осіб у 4724 домогосподарствах у складі 3240 родин. Густота населення становила 319 осіб/км².  Було 5167 помешкань (127/км²).
Расовий склад населення:
| - 71,5 % — білих - 13,5 % — чорних або афроамериканців - 1,1 % — азіатів - 0,7 % — корінних американців - 0,1 % — вихідців з тихоокеанських островів - 10,7 % — осіб інших рас |

До двох чи більше рас належало 2,4 %. Частка іспаномовних становила 19,8 % від усіх жителів.
За віковим діапазоном населення розподілялося таким чином: 25,3 % — особи молодші 18 років, 60,7 % — особи у віці 18—64 років, 14,0 % — особи у віці 65 років та старші. Медіана віку мешканця становила 32,7 року. На 100 осіб жіночої статі у місті припадало 93,2 чоловіків;  на 100 жінок у віці від 18 років та старших — 91,4 чоловіків також старших 18 років.
Середній дохід на одне домашнє господарство  становив 64 336 доларів США (медіана — 58 643), а середній дохід на одну сім'ю — 75 100 доларів (медіана — 64 977). Медіана доходів становила 51 893 долари для чоловіків та 32 942 долари для жінок. За межею бідності перебувало 15,3 % осіб, у тому числі 17,0 % дітей у віці до 18 років та 12,9 % осіб у віці 65 років та старших.
Цивільне працевлаштоване населення становило 6642 особи. Основні галузі зайнятості: освіта, охорона здоров'я та соціальна допомога — 22,0 %, сільське господарство, лісництво, риболовля — 11,0 %, виробництво — 10,8 %.

## Міжнародні зв'язки
Міста-побратими Кілґора, Техас, США:
- Ржищів, Україна[6]